# Rotilda
Gospa Rotilda (francuski Rothilde, latinski Rothildis; 871. – 928./929.) bila je franačka plemkinja, kći kralja Karla II. Ćelavog i njegove druge supruge, kraljice Franaka Richilde te tako unuka opata Bivina, nećakinja kralja Bosa i sestrična vojvotkinje Engelberge.
Udala se oko 890. godine za grofa Rogerija od Mainea. Imali su djecu:
- Hugo I., grof Mainea
- kći (Judita?; umrla 925.)

Godine 922. gospa Rotilda otišla je u manastir Chelles. Umrla je 928./929.